# Daynellis Montejo
Daynellis Montejo (8 de novembro de 1984) é uma taekwondista cubana.
Daynellis Montejo competiu nos Jogos Olímpicos de 2008, na qual conquistou a medalha de bronze.